# Вильгельм IV (великий герцог Люксембургский)
Вильге́льм IV (Вильге́льм Алекса́ндр; 22 апреля 1852, Бибрихский дворец, Германский союз — 25 февраля 1912, Замок Берг, Люксембург) — регент Великого герцогства с 4 апреля 1902, Великий герцог Люксембургский с 17 ноября 1905, старший сын герцога Адольфа и его супруги Адельгейды Марии Ангальт-Дессауской.

## Жизнь
Вильгельм IV был протестантом, как и все из дома Нассау. Он женился на Марии Анне Португальской, веря, что у католической страны должен быть католический монарх. С того времени Вильгельм IV и остальные герцоги Люксембургские стали католиками.
С 25 декабря 1897 по 4 апреля 1902 года — член Государственного совета Великого герцогства Люксембург.
После смерти его дяди, принца Николая-Вильгельма в 1905 году, единственным легитимным претендентом на престол в Доме Нассау стал двоюродный брат Вильгельма, Георг Николай, рождённый от морганатического брака. И в 1907 году он назначил свою старшую дочь Марию-Аделаиду наследницей престола. Она стала первой правящей монархиней в Люксембурге со смерти её отца в 1912 году до своего отречения в 1919 году, и была сменена своей младшей сестрой, Шарлоттой. Потомки Шарлотты правят Люксембургом по сей день.

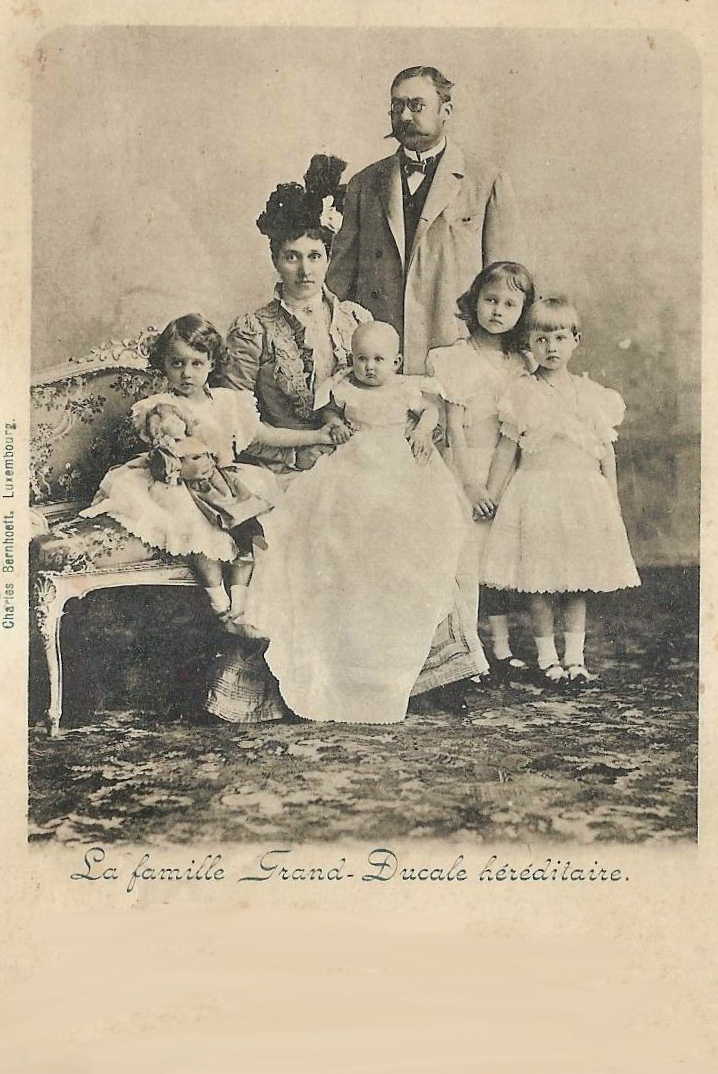
Великий герцог люксембургский Вильгельм IV и его семья

## Семья и дети
21 июня 1893 года Вильгельм IV женился в замке Фишхорн (Цель-ам-Зе) на Марии Анне, дочери смещённого португальского короля Мигела I и Аделаиды Лёвенштайн-Вертхайм-Розебергской. У пары было шестеро детей, все — дочери:
- Мария Аделаида Терезия Хильда Антония Вильгельмина (1894—1924), которая не выходила замуж и не имела детей.
- Шарлотта Адельгонда Элиза Мария Вильгельмина (1896—1985), которая вышла замуж за своего кузена Феличе Бурбон-Пармского, сына младшей сестры Марии Анны, шестеро детей.
- Хильда София Мария Аделаида Вильгельмина (15 февраля 1897 — 8 сентября 1979), которая 29 октября 1930 года в замке Берг вышла замуж за Адольфа Шварценберга, детей у них не было.
- Антуанетта Роберта София Вильгельмина (1899—1954), которая стала второй женой баварского кронпринца Рупрехта.
- Елизавета Мария Вильгельмина (7 марта 1901 — 2 августа 1950), которая 14 ноября 1922 года вышла замуж за Людвига Филиппа Турн-и-Таксисского.
- София Каролина Мария Вильгельмина (14 февраля 1902 — 24 мая 1941), которая 12 апреля 1921 года вышла замуж за Эрнста Генриха Саксонского.